# Bay Horse
Bay Horse är en ort i Storbritannien.   Den ligger i grevskapet Lancashire och riksdelen England, i den centrala delen av landet, 300 km nordväst om huvudstaden London. Bay Horse ligger 28 meter över havet och antalet invånare är 2 239.
Terrängen runt Bay Horse är platt västerut, men österut är den kuperad.Runt Bay Horse är det tätbefolkat, med 319 invånare per kvadratkilometer. Närmaste större samhälle är Lancaster, 8,8 km norr om Bay Horse. Trakten runt Bay Horse består i huvudsak av gräsmarker.